# 2004 UEFA 챔피언스리그 결승전
2004 UEFA 챔피언스리그 결승전은 2004년 5월 26일, 독일 노르트라인베스트팔렌주 겔젠키르헨의 아레나 아우프샬케에서 열린 축구 경기로, 2003-04년 UEFA 챔피언스리그의 우승팀을 결정하기 위한 경기였다. 프랑스 축구 협회에 소속된 모나코 연고의 클럽 모나코는 포르투갈의 포르투를 상대하였고, 결과는 카를루스 아우베르투, 데쿠, 드미트리 알레니체프가 릴레이 골을 넣은 포르투의 3-0 완승이었다.
2004년 이전에 포르투는 1987년에 열린 대회에서 바이에른 뮌헨을 이기고 우승하였으며 전 시즌에는 UEFA컵을 우승하였고, 모나코는 챔피언스리그 결승전에 처음으로 진출하였다. 두팀 모두 UEFA 챔피언스리그 결승전에 오르기 위해 전 유럽 챔피언들을 격파하였다. 포르투는 1968년과 1999년에 우승을 거둔 맨체스터 Utd를, 모나코는 9회 우승팀 레알 마드리드를 격파하였다.
양 팀은 뚜껑이 열리기 전 모두 언더독으로 평가되었고, 신예 감독들이 지휘봉을 잡고 있었다: 모나코는 전 프랑스 축구 국가대표팀 스타 디디에 데샹이, 포르투는 떠오르는 별 주제 모리뉴가 지휘하였고, 후자의 감독은 결승전 이후 첼시로 떠났다.

## 결승전 진출까지
| 팀         | 전 | 승 | 무 | 패 | 득 | 실 | 차  | 점 |
| ---------- | -- | -- | -- | -- | -- | -- | --- | -- |
| 모나코     | 6  | 3  | 2  | 1  | 15 | 6  | +9  | 11 |
| 데포르티보 | 6  | 3  | 1  | 2  | 12 | 12 | 0   | 10 |
| PSV        | 6  | 3  | 1  | 2  | 8  | 7  | +1  | 10 |
| AEK        | 6  | 0  | 2  | 4  | 1  | 11 | −10 | 2  |

| 팀            | 전 | 승 | 무 | 패 | 득 | 실 | 차 | 점 |
| ------------- | -- | -- | -- | -- | -- | -- | -- | -- |
| 레알 마드리드 | 6  | 4  | 2  | 0  | 11 | 5  | +6 | 14 |
| 포르투        | 6  | 3  | 2  | 1  | 9  | 8  | +1 | 11 |
| 마르세유      | 6  | 1  | 1  | 4  | 9  | 11 | −2 | 4  |
| 파르티잔      | 6  | 0  | 3  | 3  | 3  | 8  | −5 | 3  |

### 모나코
모나코는 전 시즌 리그 1을 준우승으로 마무리하면서, 챔피언스리그 조별 리그에 진출하였다. 모나코는 데포르티보, PSV, AEK와 C조에 편성되었다. 네덜란드 원정에서 2-1 승리를 거두고, AEK와의 스타드 루이 II 홈경기에서 4-0 대승을 거둔 모나코는, 스페인에서 데포르티보에게 0-1로 패하였다. 모나코의 본 여정은 8-3으로 이긴 데포르티보와의 홈경기에서 시작되었으며, 이 경기는 UEFA 챔피언스리그 역사상 한 경기에서 가장 많은 골이 터진 경기로 기록되었다. 크로아티아의 스트라이커 다도 프르쇼는 4골을 득점하였고, 뤼도비크 지울리 주장은 2골을, 제롬 로탕, 야로슬라프 플라실, 그리고 에두아르 시세는 스페인팀 수비를 무참히 해체시켰다. PSV와 AEK와의 남은 조별 리그 경기에서 2무를 추가한 모나코는 C조 1위로 16강에 진출하였다.
16강전에서 모나코는 로코모티프 모스크바를 상대하였는데, 러시아 원정에서 1-2로 패한 후, 스타드 루이 II에서의 홈 경기에서 1-0으로 승리하였다. 8강전에서 모나코는 유럽의 거함 레알 마드리드를 상대하였다. 마드리드에서 열린 1차전에서 2-4로 패한 후, (이 경기에서 페르난도 모리엔테스가 득점 후 친정 팬들로부터 환호를 받았다.) 2차전에서 3-1로 승리하며 바이킹 군단을 무릎꿇게 하였다.
준결승전에서 모나코는 첼시를 상대하였으며, 아키스 지코스의 명단 제외에도 불구하고, 모나코는 두 차례의 득점에 성공하며 3-1로 승리하였다. 샤바니 농다가 득점한 쐐기골은 7달 부상을 끊은 후 복귀를 신고하는 골이었다. 스탬퍼드 브리지에서 열린 2차전에서 모나코는 첼시의 공격에 저항하며 2-2로 비겼고, 모나코는 유러피언컵 역사상 처음으로 결승전에 진출하였다.

### 포르투
FC 포르투는 2002-03 시즌의 프리메이라리가와 타사 드 포르투갈, UEFA컵의 우승팀으로, 벤피카가 이탈리아의 라치오와의 3차 예선전에서 탈락하며 이 시즌의 챔피언스리그 조별 리그에 혼자 참가하는 포르투갈 클럽이 되었다. 포르투는 레알 마드리드, 마르세유, 파르티잔과 함께 F조에 편성되었다. 포르투는 세르비아 몬테네그로 베오그라드에 위치한 스타디온 파르티자나에서 첫 경기를 치르었다. 코스티냐가 22분에 선제골을 득점하였으나, 54분에 안드리야 델리바시치에게 동점골을 허용하였다. 그 다음 이스타디우 다스 안타스에서 레알 마드리드에게 홈에서 1-3으로 패하였다. 코스티냐는 7분에 또다시 선제골을 득점하였다. 이후 엘게라가 28분에 동점골을 삽입하였고, 이후 솔라리가 37분에, 지단이 67분에 추가 득점을 하며 레알 마드리드에게 승리를 가져다 주었다. 처음 두 경기에서 승점 1점을 확보하는데 그친 포르투는 이어지는 3경기에서 3연승을 쟁취하며 16강 진출에 성공하였다.
3연승은 마르세유와의 2연전과 파르티잔과의 경기에서 기록하였고, 포르투는 마드리드에서의 마지막 조별 리그 경기만을 남겨두고 16강 진출을 확정지었으며, 최종전 결과는 무승부였다. 포르투는 16강전에서 맨체스터 Utd를 만났다. 포르투갈 클럽은 홈에서 2-1로 승리하였고, 2차전 올드 트래퍼드 원정 경기에서 인저리 타임에 터진 코스티냐의 1-1 동점골에 힘입어 8강 진출을 확정지었다. 8강전에서 포르투는 또다른 프랑스 클럽을 만났는데, 리옹을 상대로 홈에서 2-0으로 이기고, 원정에서 2-2로 비기며 프랑스 팀을 떨구었다. 준결승전에서 포르투는 데포르티보를 상대하였고, 합계 1-0으로 이기며 결승에 올랐다.

## 경기

### 요약
모나코 연고의 클럽이자 처음으로 유러피언컵 결승전에 진출한 모나코와 포르투갈 클럽이자 전 시즌 UEFA컵 우승팀인 포르투간의 경기였다. 이 경기는 포르투 역사상 두 번째 챔피언스리그 결승전이었다. 포르투는 맨체스터 유나이티드를 16강전에서 꺾으며 이 경기 우승팀으로 점쳐졌고, 모나코는 레알 마드리드와 첼시를 떨구었다.
경기 전 예상대로, 모나코 주장 뤼도비크 지울리가 중앙 공격 위치에 선발로 나와 초반 3분간 4번이나 발놀림으로 포르투의 간담을 서늘케 했다. 3차례에 걸쳐 그의 상대 조르즈 코스타는 그를 충분히 궁지로 몰았으나, 한 차례 루카스 베르나르디의 패스에 관통당하여 비토르 바이아가 골라인으로 달려가 위험한 최후순간의 태클을 날렸다. 지울리는 포르투 영역 외곽에서 그의 특유의 재빠른 동작으로 접근하였고, 에두아르 시세에 패스하였는데, 시세의 크로스는 베르나르디가 뻗은 다리에 닿지 못하였으나 제롬 로탕에게 반대쪽에서 크로스를 할 기회를 부여하였으나, 이번에는 페르난도 모리엔테스의 공격이 사거리를 벗어났다.
모나코에게는 애석하게도 주장의 결승전 출전이 짧은 시간 내에 끝났는데, 경기 시작 22분만에 몸통을 움켜진 채 절뚝거리며 퇴장하였고, 주장 완장은 쥘리앙 로드리게스에게 넘어갔고, 다도 프르쇼가 그를 대신해 나왔다. 포기하지 않은 모나코는 흐름을 이어나갔고, 누누 발렌테는 시세에게 어설픈 반칙을 범하며 경기의 첫 경고를 받았으나, 베르나르디의 영악한 패스를 받은 모리엔테스는 오프사이드 판정을 받았다.
파울루 페헤이라가 로탕의 공을 빼앗아 오른쪽 측면을 따라 달린 후 가까운 골대쪽의 데쿠에게 크로스를 날렸으나 로드리게스가 간신히 막아냈다. 5분 후, 포르투는 같은 경로를 통해 모나코의 골문을 여는데 성공하였다. 이번에 파울루 페헤이라는 공을 카를루스 아우베르투에게 배급하였다. 그는 데를레이에게 이타적으로 패스를 시도하려 하였으나, 공은 불행히도 아키스 지코스에게 튕기면서 자신에게 돌아왔고, 이번에는 슈팅을 시도하여 플라비오 로마의 왼손을 침착하게 넘겼다. 포르투의 선제골이 터진 전반 종료 5분전까지, 모나코가 경기를 지배하였으나, 후반전에 들면서 모나코는 1골에 끌려다니고 지울리를 잃으면서 공황 상태에 빠졌다. 포르투가 긴장을 늦추면서 경기를 서서히 다시 격전으로 몰아세웠으나, 모리엔테스의 동점골이 또다시 오프사이드로 판정되었다.
경기 시작으로부터 한 시간이 흐르자, 포르투는 카를루스 아우베르투를 빼고 러시아의 미드필더 드미트리 알레니체프를 투입하였고, 4분 후에 모나코는 시세를 대신하여 샤바니 농다를 배치하였다. 모나코가 포르투 영역 외곽의 침입을 시도하자, 포르투의 역습의 기회는 더 많아졌다. 71분, 데쿠는 방어선을 무너뜨렸고, 왼쪽에 알레니체프를 확인하였다. 러시아인은 플레이메이커에게 패스를 돌려 주었고, 데쿠는 포르투의 추가골을 득점하였다. 4분 후 경기는 종지부를 찍었다. 이번에 데를레이가 방어선을 무너뜨렸고, 알레니체프가 세바스티앵 스킬라치에게 튕겨나온 크로스를 잡았고, 가엘 지베를 향하였다. 알레니체프는 패스를 또 할 필요가 없다고 판단하며, 모나코의 관에 3번째 못을 박았다. 경기 이틀 후, 조제 모리뉴 포르투 감독은 첼시 구단주와의 협상을 위해 팀을 떠났다.
| 모나코 | 0–3             | FC 포르투                                           |
| ------ | --------------- | --------------------------------------------------- |
|        | 리포트 매치센터 | 카를루스 아우베르투 39′ · 데쿠 71′ · 알레니체프 75′ |

| 모나코 | 포르투 |

| GK          | 30 | 플라비오 로마       |  |     |
| RB          | 4  | 우고 이바라         |  |     |
| CB          | 27 | 쥘리앙 로드리게스   |  |     |
| CB          | 32 | 가엘 지베           |  | 72′ |
| LB          | 3  | 파트리스 에브라     |  |     |
| CM          | 14 | 에두아르 시세       |  | 64′ |
| CM          | 7  | 루카스 베르나르디   |  |     |
| CM          | 15 | 아키스 지코스       |  |     |
| RW          | 8  | 뤼도비크 지울리 (C) |  | 23′ |
| LW          | 25 | 제롬 로탕           |  |     |
| CF          | 10 | 페르난도 모리엔테스 |  |     |
| 교체 명단:  |    |                     |  |     |
| GK          | 29 | 토니 실바           |  |     |
| DF          | 19 | 세바스티앵 스킬라치 |  | 72′ |
| MF          | 6  | 야로슬라프 플라실   |  |     |
| MF          | 35 | 하산 엘 파키리      |  |     |
| FW          | 9  | 다도 프르쇼         |  | 23′ |
| FW          | 18 | 샤바니 농다         |  | 64′ |
| FW          | 24 | 에마뉘엘 아데바요르 |  |     |
| 감독:       |    |                     |  |     |
| 디디에 데샹 |    |                     |  |     |

| GK          | 99 | 비토르 바이아           |     |     |
| RB          | 22 | 파울루 페헤이라         |     |     |
| CB          | 2  | 조르즈 코스타 (C)       | 77′ |     |
| CB          | 4  | 히카르두 카르발류       |     |     |
| LB          | 8  | 누누 발렌트             | 29′ |     |
| DM          | 6  | 코스티냐                |     |     |
| RM          | 23 | 페드루 멘데스           |     |     |
| LM          | 18 | 마니시                  |     |     |
| AM          | 10 | 데쿠                    |     | 85′ |
| CF          | 19 | 카를루스 아우베르투     | 40′ | 60′ |
| CF          | 11 | 데를레이                |     | 78′ |
| 교체 명단:  |    |                         |     |     |
| GK          | 1  | 누누                    |     |     |
| DF          | 5  | 히카르두 코스타         |     |     |
| DF          | 17 | 조제 보싱와             |     |     |
| MF          | 3  | 페드루 에마누엘         |     | 85′ |
| MF          | 15 | 드미트리 알레니체프     |     | 60′ |
| FW          | 9  | 에드가라스 양카우스카스 |     |     |
| FW          | 77 | 베니 매카시             |     | 78′ |
| 감독:       |    |                         |     |     |
| 주제 모리뉴 |    |                         |     |     |

| 맨 오브 더 매치: 데쿠 (포르투) 부심: 옌스 라르센 (덴마크) 예르겐 예프센 (덴마크) 제4심판: 누트 에리크 피스커 (덴마크) |

### 통계
|            | 모나코 | 포르투 |
| ---------- | ------ | ------ |
| 득점       | 0      | 1      |
| 슈팅       | 1      | 2      |
| 유효 슈팅  | 0      | 1      |
| 점유율     | 54%    | 46%    |
| 코너킥     | 1      | 2      |
| 반칙       | 7      | 6      |
| 오프사이드 | 7      | 3      |
| 경고       | 0      | 2      |
| 퇴장       | 0      | 0      |

|            | 모나코 | 포르투 |
| ---------- | ------ | ------ |
| 득점       | 0      | 2      |
| 슈팅       | 7      | 4      |
| 유효 슈팅  | 0      | 3      |
| 점유율     | 56%    | 44%    |
| 코너킥     | 6      | 2      |
| 반칙       | 10     | 14     |
| 오프사이드 | 12     | 8      |
| 경고       | 0      | 1      |
| 퇴장       | 0      | 0      |

|            | 모나코 | 포르투 |
| ---------- | ------ | ------ |
| 득점       | 0      | 3      |
| 슈팅       | 8      | 6      |
| 유효 슈팅  | 0      | 4      |
| 점유율     | 55%    | 45%    |
| 코너킥     | 7      | 4      |
| 반칙       | 17     | 20     |
| 오프사이드 | 19     | 11     |
| 경고       | 0      | 3      |
| 퇴장       | 0      | 0      |

## 같이 보기
- 2003-04년 UEFA 챔피언스리그
- 2004 UEFA컵 결승전